# Bambini di Izieu
L'espressione I Bambini di Izieu si riferisce a un gruppo di bambini ebrei di diverse nazionalità, rifugiati in un edificio convertito in un campo estivo durante la Seconda guerra mondiale, sul territorio della città francese di Izieu, nel dipartimento di Ain. L'operazione fu istigata da Klaus Barbie, capo della Gestapo a Lione, noto per la sua crudeltà. Quarantaquattro di questi bambini furono deportati in seguito a un'incursione della Gestapo il 6 aprile 1944 e furono tutti sterminati. Dal 1994 la Maison d'Izieu è un memoriale dedicato dal presidente François Mitterrand come uno dei suoi Grands travaux.

## La maison d'Izieu

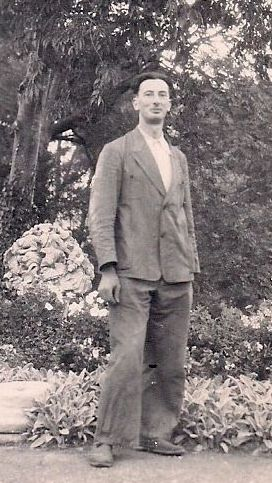
Miron Zlatin

Dal maggio 1943 all'aprile 1944, una fattoria nel comune di Izieu, situato a ottanta chilometri da Lione, servì per ospitare bambini ebrei di varie nazionalità i cui genitori erano stati deportati dai Nazionalsocialisti. Il nome dell'impresa era la maison d'Izieu.

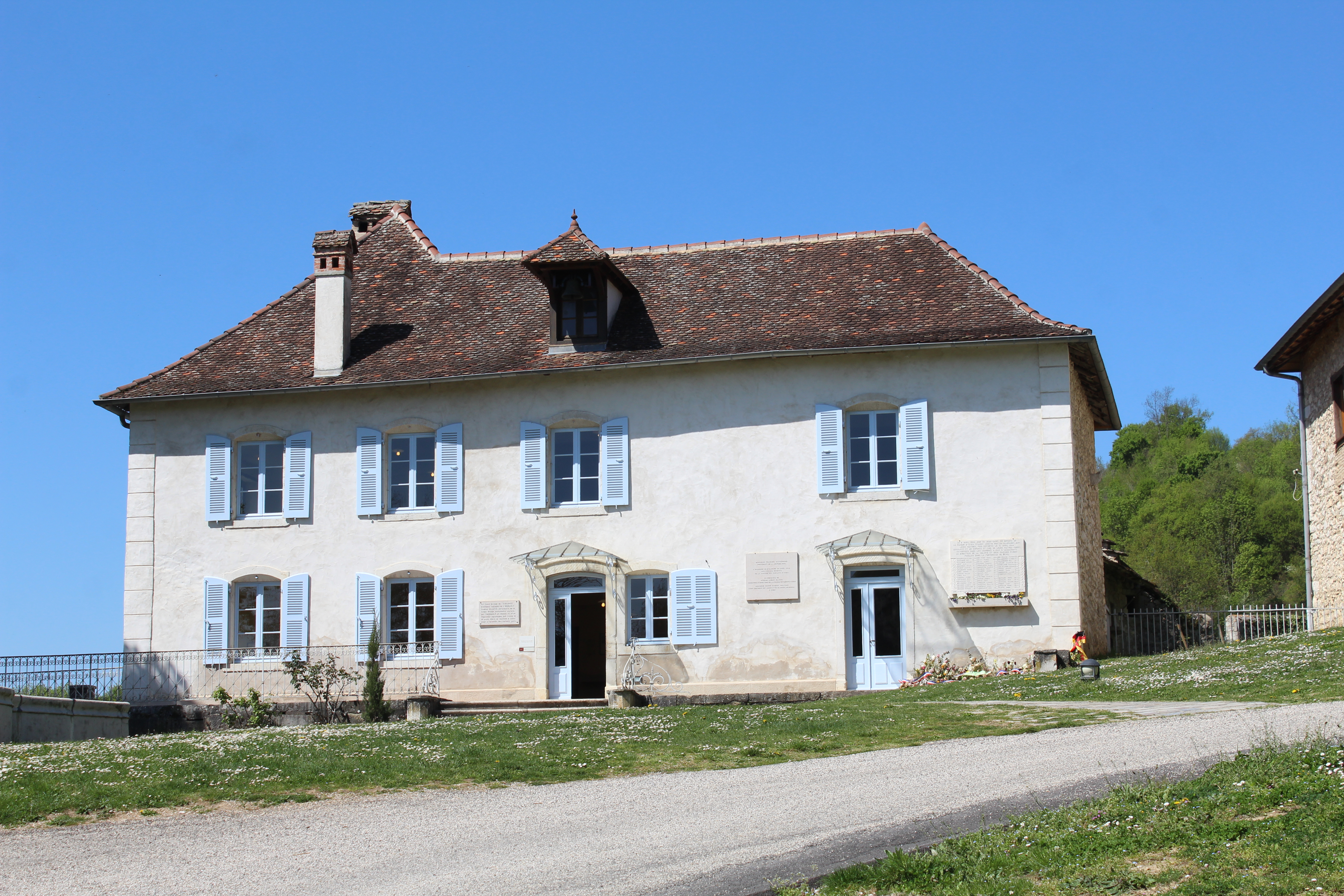
Targa al memoriale per bambini sterminati ebrei di Izieu.

La casa per i bambini è stata fondata da Miron Zlatin e sua moglie Sabine Zlatin, conosciuta come la Dama d'Izieu. Con l'aiuto del prefetto delegato dell'Herault, Jean Benedetti, il suo segretario generale Fridici, e viceprefetto del distretto di Belley e Ain, Sabine, nell'aprile del 1943, scelse Izieu per aprire la "colonie d'enfants réfugiés de l'Hérault". Izieu si trovava infatti nella zona di occupazione italiana, allora libera dalla persecuzione antisemita e, inoltre, vicina alla Svizzera.

## Omicidi
In totale, nel 6 aprile 1944 i nazisti deportarono 44 bambini ebrei tra i quattro e i diciassette anni, che vivevano a Izieu, su istigazione del capo della Gestapo a Lione, Klaus Barbie, il cosiddetto "Macellaio di Lione". 
I soli educatori sopravvissuti furono León Reifmann, che fuggì attraverso una finestra nella tromba delle scale e poté nascondersi nella vicina fattoria, e una delle badanti, Lea Feldblum, che testimoniò nel 1987 nel processo di Klaus Barbie come testimone dell'accusa.

## Elenco dei 44 bambini d'Izieu (e loro educatori)
| Bambini d'Izieu, vittime dell'Olocausto 1. Sami Adelsheimer, Germania, 5 anni 2. Hans Ament, Austria, 10 anni 3. Nina Aronowicz, Belgio, 11 anni 4. Max Marcel Balsam, Francia, 12 anni 5. Jean-Paul Balsam, Francia, 10 anni 6. Elie Benassayag, Algeria, 10 anni 7. Esther Benassayag, Algeria, 12 anni 8. Jacob Benassayag, Algeria, 8 anni 9. Jacques Benguigui, Algeria, 13 anni 10. Jean-Claude Benguigui, Algeria, 5 anni 11. Richard Benguigui, Algeria, 7 anni 12. Barouk-Raoul Bentitou, Algeria, 12 anni 13. Albert Bulka, Belgio, 4 anni 14. Majer Bulka, Polonia, 13 anni 15. Lucienne Friedler, Belgio, 5 anni 16. Egon Gamiel, Germania, 9 anni 17. Liliane Gerenstein, Francia, 11 anni 18. Maurice Gerenstein, Francia, 13 anni 19. Henri-Chaïm Goldberg, Francia, 13 anni 20. Joseph Goldberg, Francia, 12 anni 21. Claudine Halaunbrenner, Francia, 5 anni 22. Mina Halaunbrenner, Francia, 8 anni |  | 1. Georgy Halpern, Austria, 8 anni 2. Arnold Hirsch, Germania, 17 anni 3. Isidore Kargeman, Francia, 10 anni 4. Liane Krochmal, Austria, 6 anni 5. Renate Krochmal, Austria, 8 anni 6. Max Leiner, Austria, 8 anni 7. Claude Levan-Reifmann, Francia, 10 anni 8. Fritz Loebmann, Germania, 15 anni 9. Alice-Jacqueline Luzgart, Francia, 10 anni 10. Marcel Mermelstein, Belgio, 7 anni 11. Paula Mermelstein, Belgio, 10 anni 12. Theodore Reis, Germania, 16 anni 13. Gilles Sadowski, Francia, 8 anni 14. Martha Spiegel, Austria, 10 anni 15. Senta Spiegel, Austria, 9 anni 16. Sigmund Springer, Austria, 8 anni 17. Sarah Skulklaper, Francia, 11 anni 18. Herman Tetelbaum, Belgio, 10 anni 19. Max Tetelbaum, Belgio, 12 anni 20. Charles Weltner, Francia, 9 anni 21. Otto Wertheimer, Germania, 12 anni 22. Emile Zuckerberg, Belgio, 5 anni |  | Educatori, vittime dell'Olocausto 1. Lucie Feiger, Francia, 49 anni 2. Mina Friedler, Polonia, 32 anni 3. Sarah Levan-Reifmann, Romania, 36 anni 4. Eva Reifmann, Romania, 61 anni 5. Moïse Reifmann, Romania, 63 anni 6. Miron Zlatin, Russia, 39 anni |

| Bambini che sopravvissero 1. Alex Bergman, Belgio 2. Martin Eckstein 3. Samuel Pintel 4. Bernard Waysenson |  | Educatori che sopravvissero 1. Lea Feldblum, Polonia, 25 anni, è sopravvissuta Auschwitz 2. Léon Reifmann, Romania, 30 anni, scappato dalla finestra |

## Memoria
Tre libri ricordano le vittime, tra di loro uno di Serge e Beate Klarsfeld. Nel 1994 il cantautore tedesco Reinhard Mey scrisse una canzone in memoria per Die Kinder von Izieu. Alunni di Lione e Mannheim documentarono il destino di sei bambini provenienti da Baden e dal Palatinato e produssero una mostra con il titolo "Mannheim - Izieu - Auschwitz". Nel 2007 un'altra mostra, stavolta a Parigi, era dedicata al destino di tutti gli 11.400 bambini ebrei deportati dalla Francia.

### Mémorial des enfants d'Izieu
Durante la presidenza di François Mitterrand, la casa dove i bambini vivevano divenne un museo. L'inaugurazione avvenne il 24 aprile 1994 come risulta dalla targa commemorativa apposta sulla facciata della Casa Museo.

### Pietre d'inciampo
L'artista tedesco Gunter Demnig ha incorporato dieci Stolpersteine per i bambini di Izieu sui marciapiedi delle strade di Belgio, Francia e della Germania. 
Pietre d'inciampo si trovano in queste località:
- per Theodor Reis, sua madre e i suoi nonni a Egelsbach,
- per Paulette Heber e per Nina Aronowicz nei comuni di Saint-Josse-ten-Noode e di Schaerbeek a Bruxelles,
- per Alec Bergman, Albert Bulka e Marcel-Mayer Bulka a Liegi,
- per Max-Marcel Balsam, Marcel Bulka, Maurice Gerenstein e per Henri Goldberg a Belley,[2]
- per Émile Zuckerberg ad Anversa e
- per Martin Eckstein a Pforzheim.

Altre sette pietre di memoria per i bambini di Izieu di Anversa sono ancora in attesa di installazione. Manca ancora il permesso della città di Anversa. Queste pietre ricordano Hans Ament, Lucienne Friedler, Max Tetelbaum, Herman Tetelbaum, Paula Mermelstein, Marcel Mermelstein e Samuel Stern.

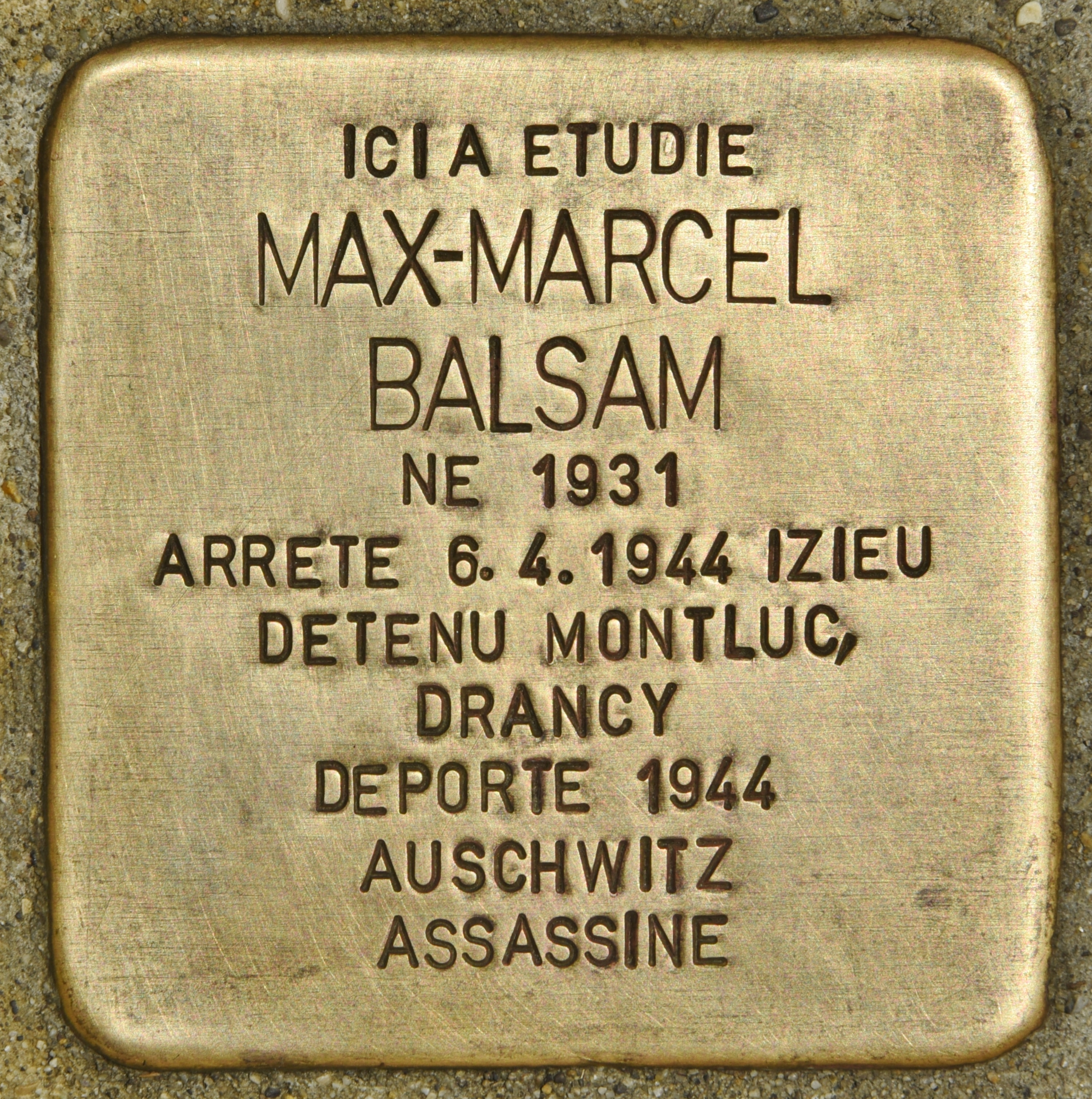
Max-Marcel Balsam 1931-1944
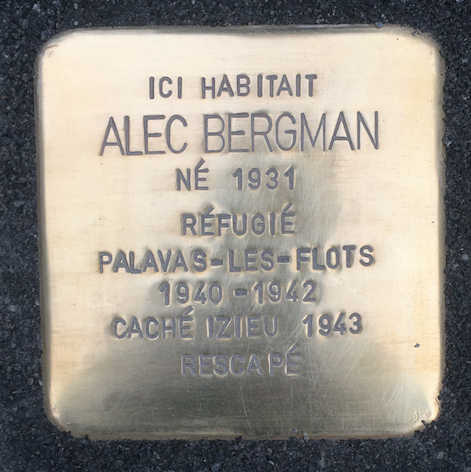
Alec Bergman sopravvissuto
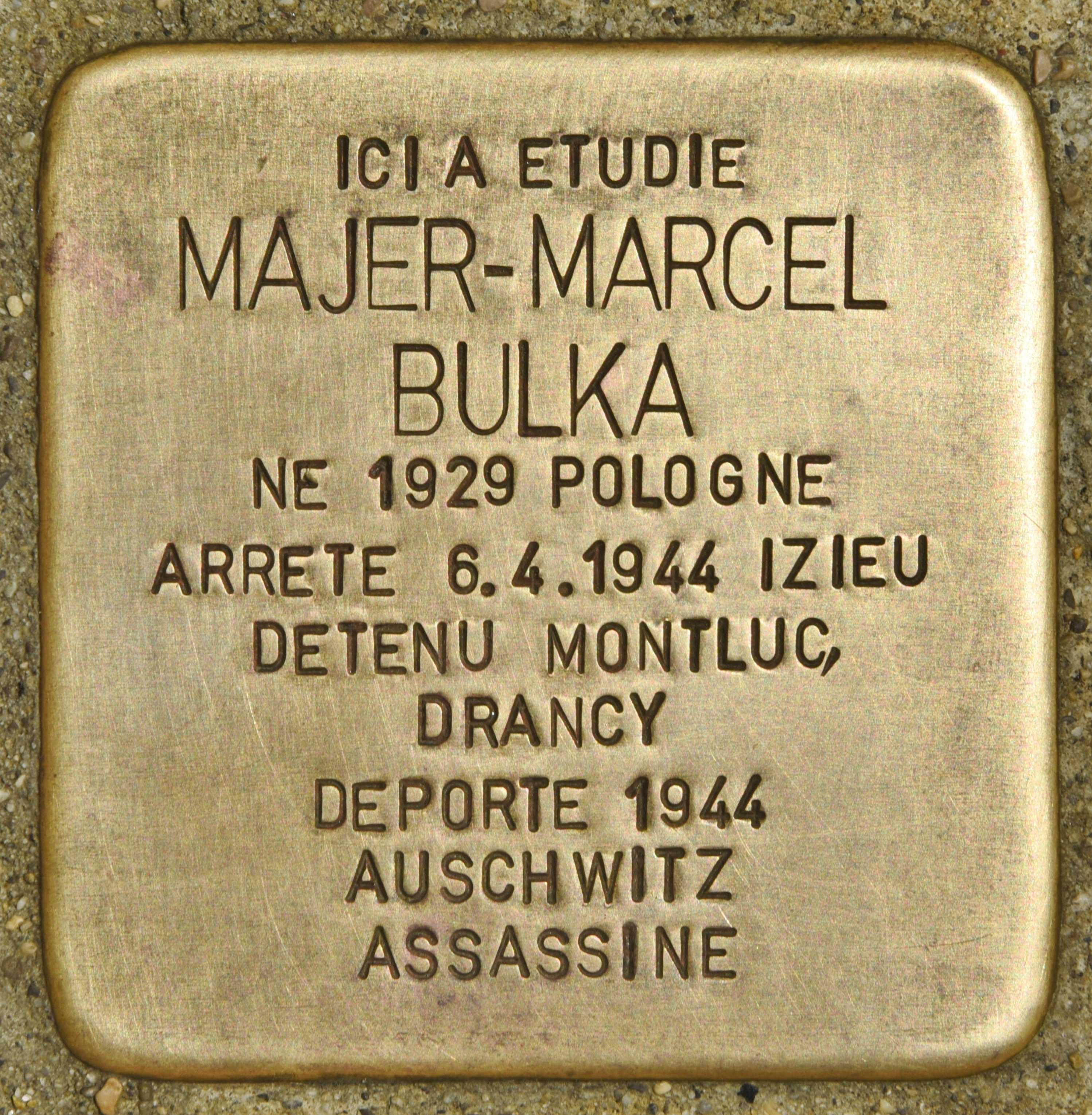
Majer-Marcel Bulka 1929-1944
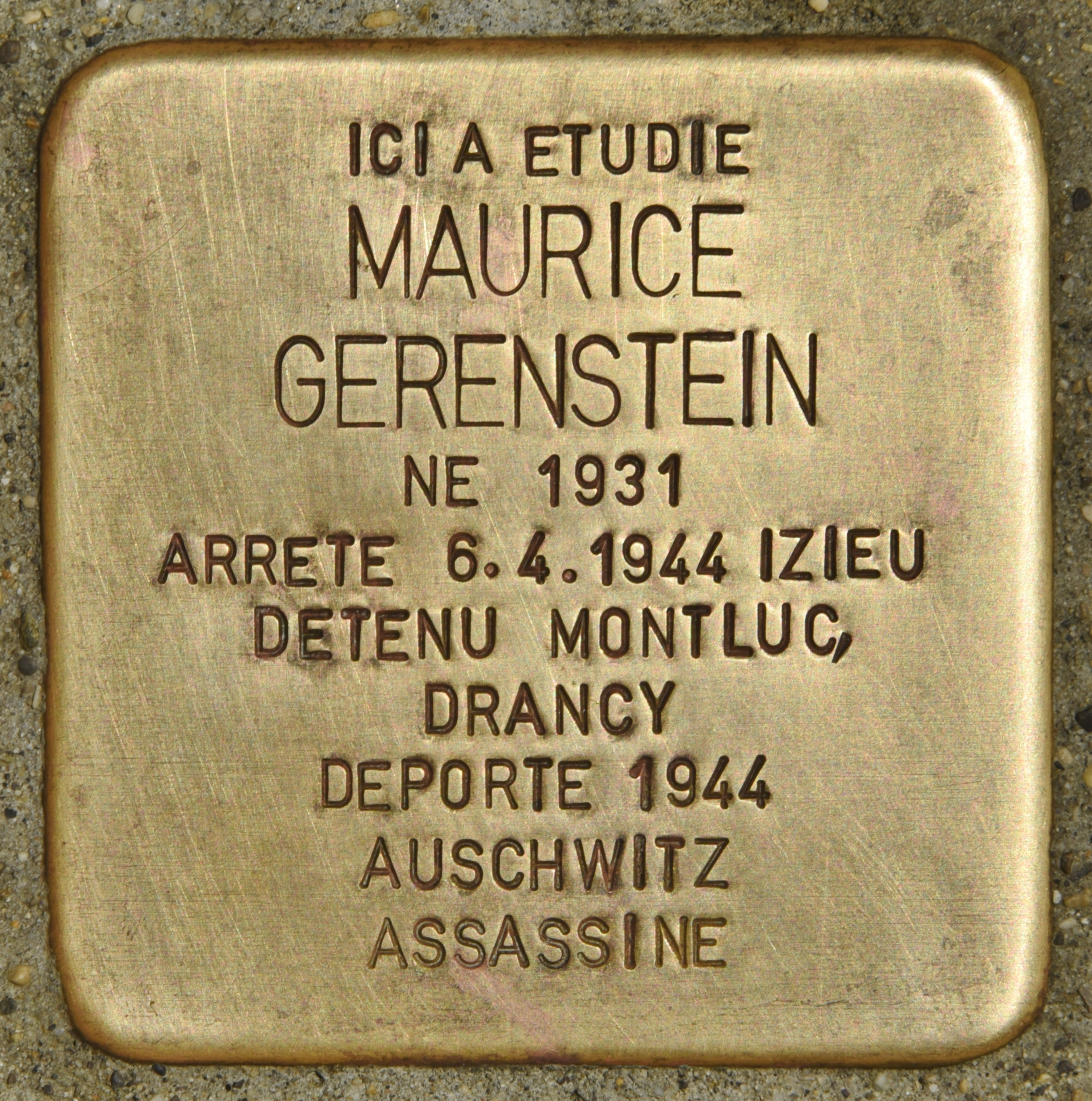
Maurice Gerenstein 1931-1944
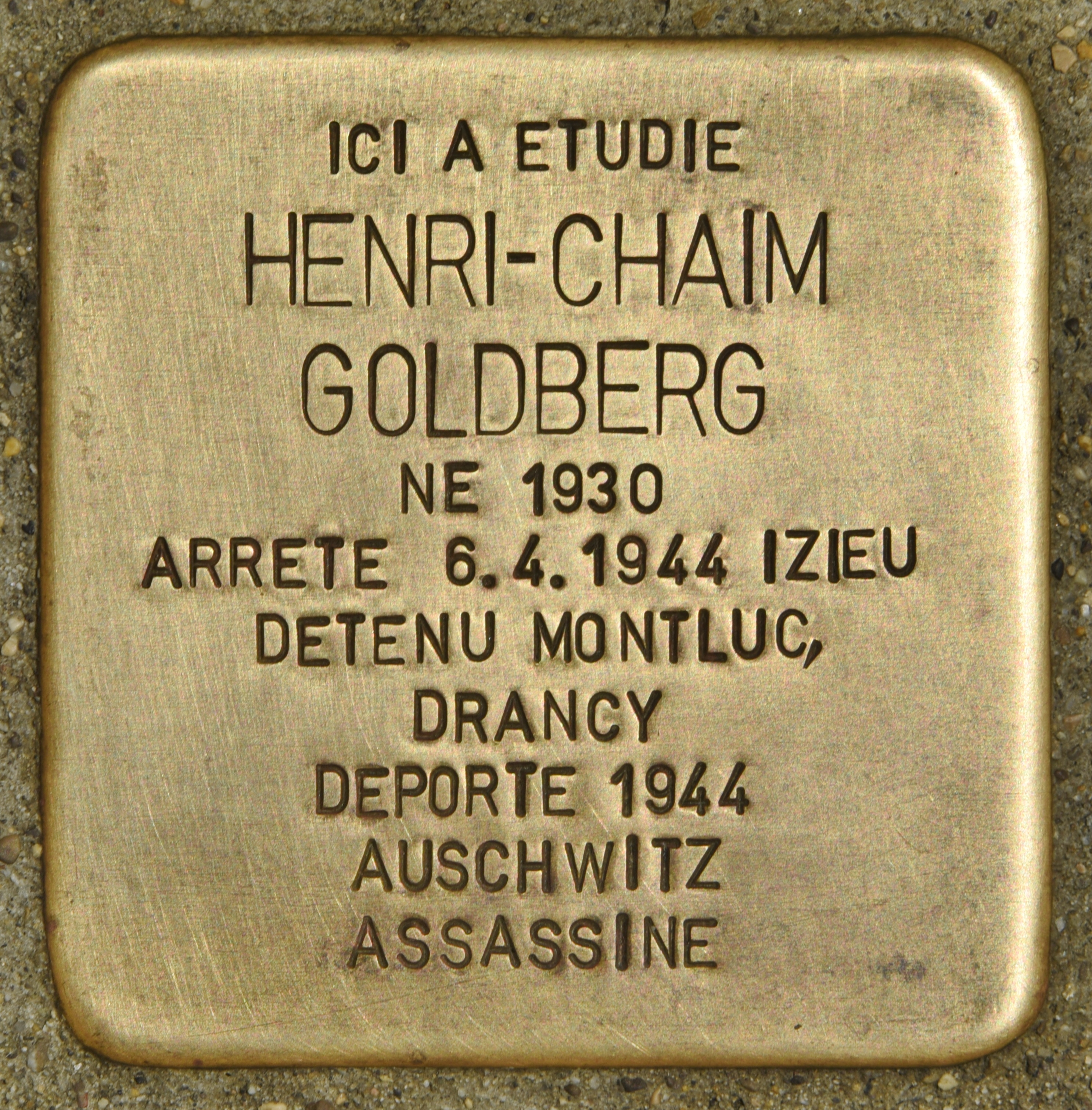
Henri-Chaim Goldberg 1931-1944
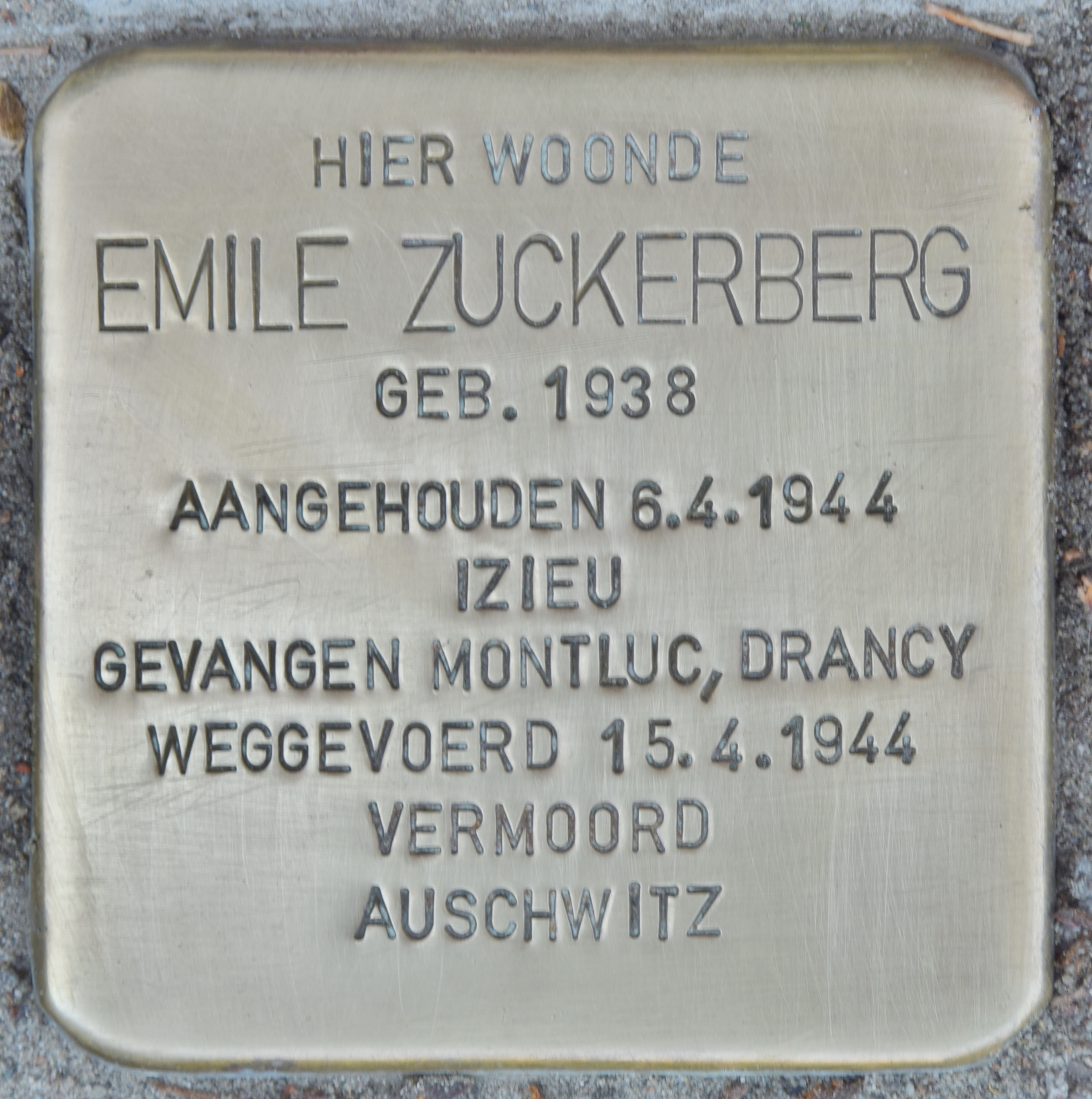
Emile Zuckerberg 1938-1944

### Altri luoghi del ricordo
- A Belley c'è un monumento per i bambini di Izieu.
- Due pietre a Bourg-en-Bresse, donate dalla Repubblica francese, ricordano i bambini.
- Una piazza a Parigi porta il nome enfants d'Izieu, un'altra a Belley il nome enfants juifs.
- Nel memoriale per i deportati dell'Ain, situato a Nantua, si trova una tavola con tutti i nomi dei bambini ammazzati.
- In 46 rue Madame a Parigi si trova una targa per Sabine Zlatin.
- Al Franz-Josefs-Kai di Vienna c'è un monumento per Georg Halpern e per sei altre vittime provenienti da Vienna, per Hans Amendt, Liane e Renate Krochmal, Martha e Senta Spiegel e Sigmund Springer.[4]

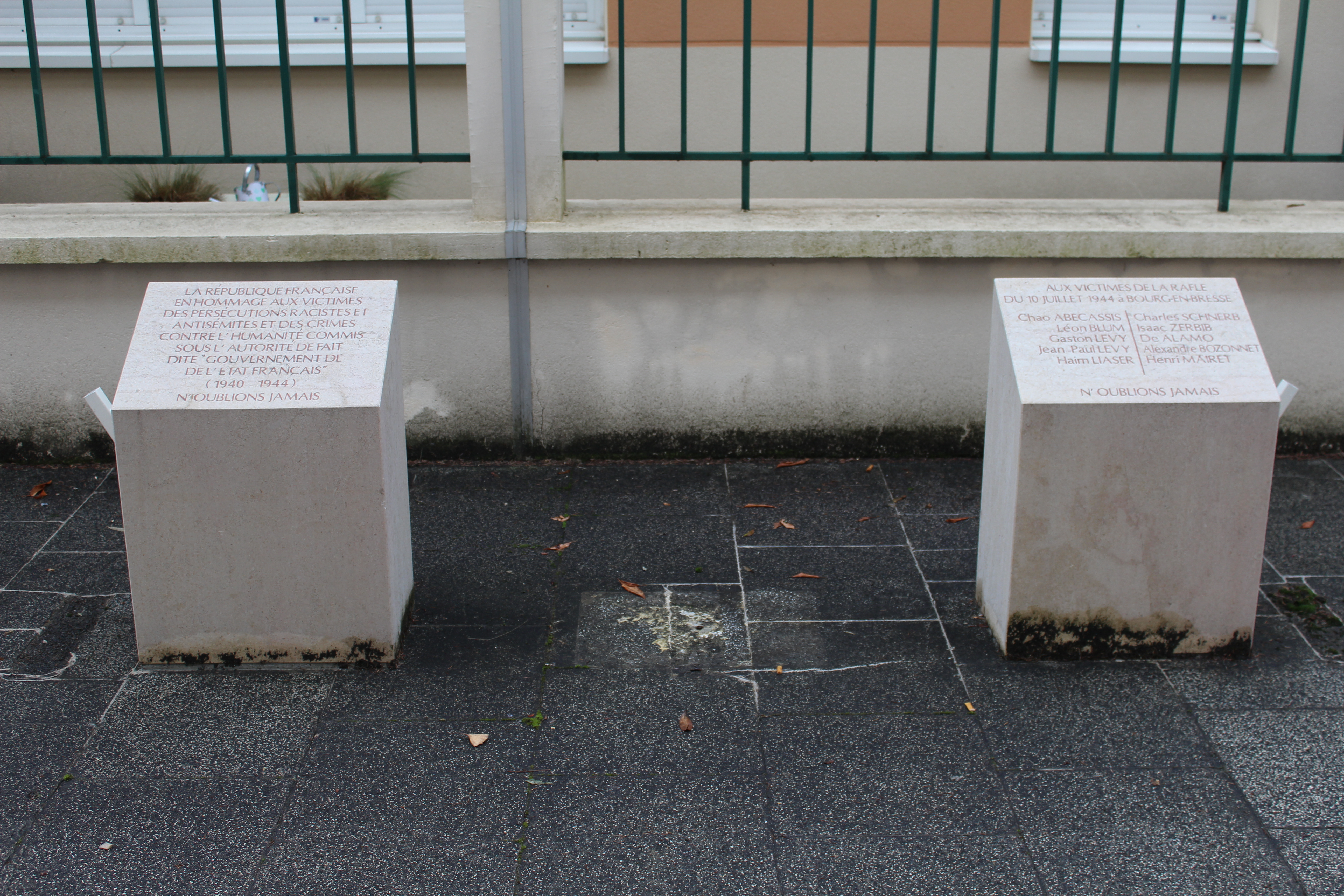
Bourg-en-Bresse
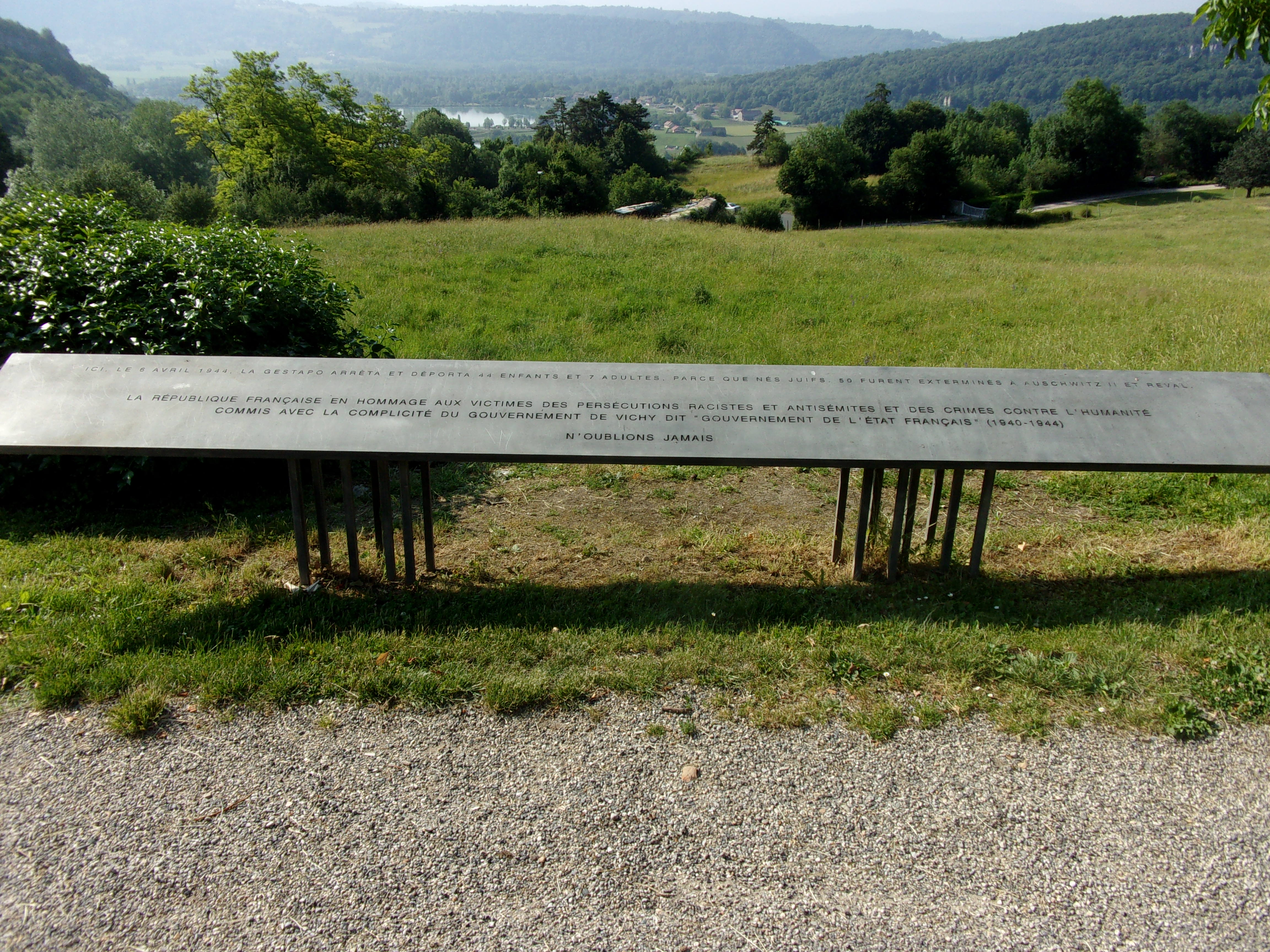
Izieu
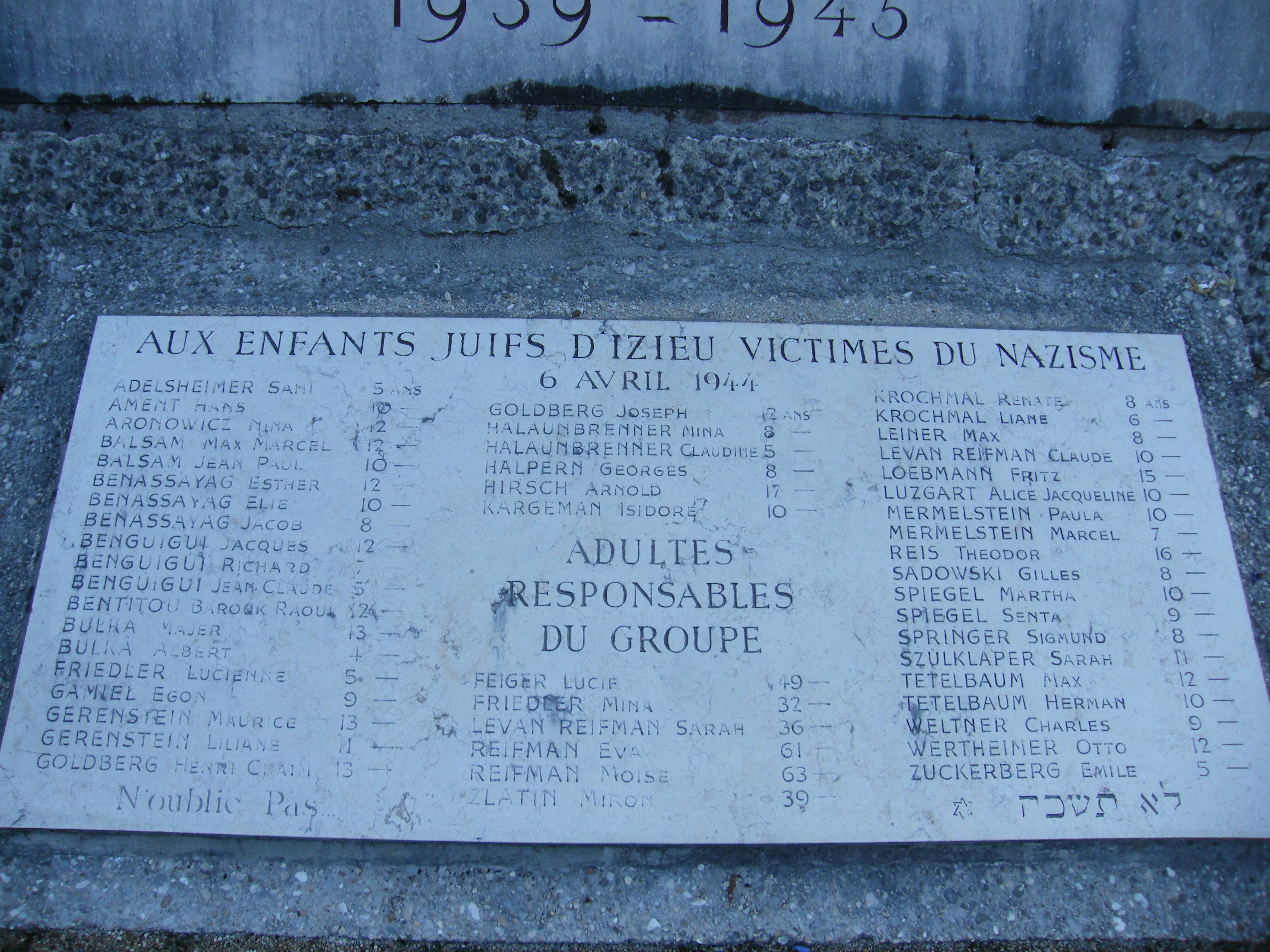
Nantua
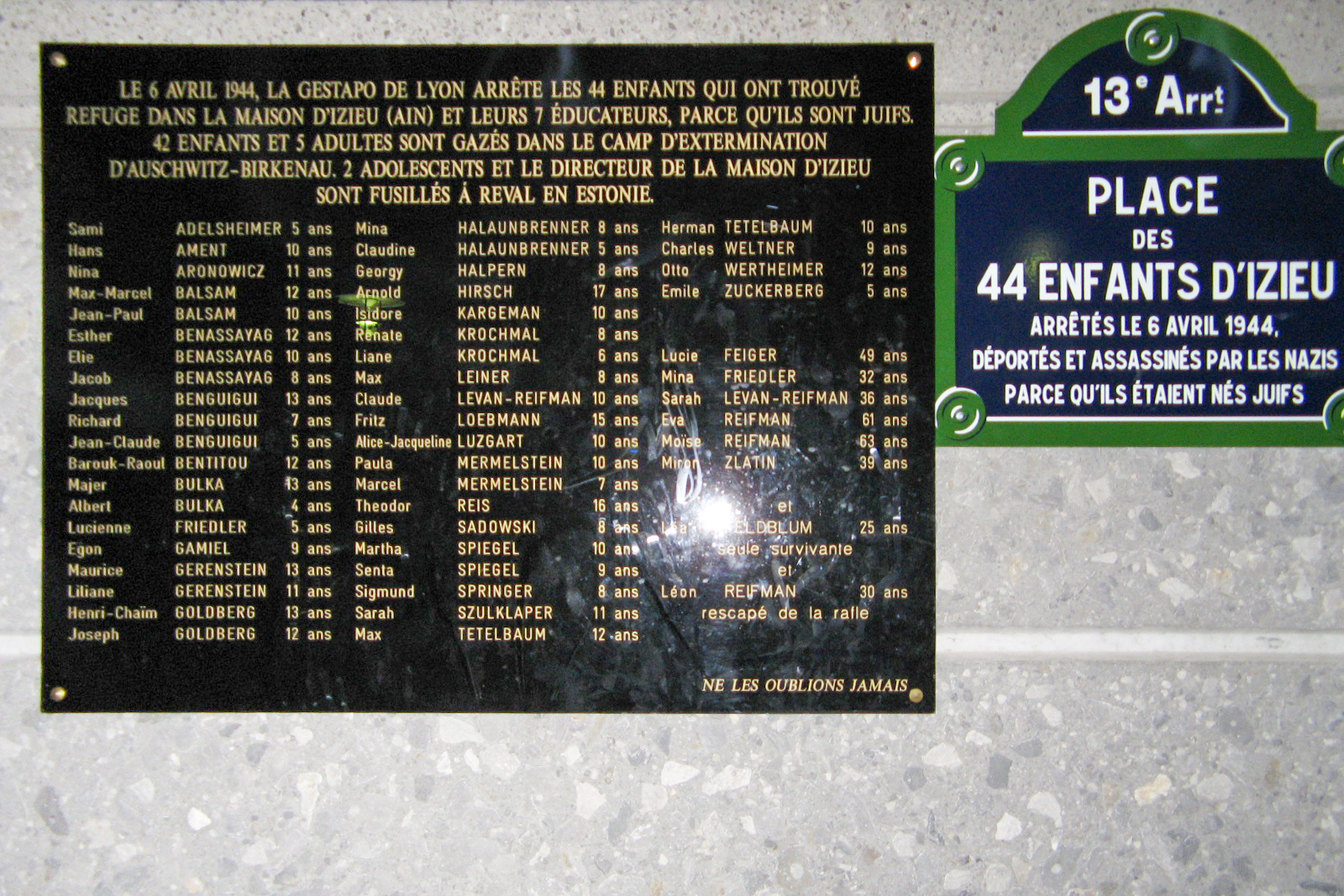
Parigi
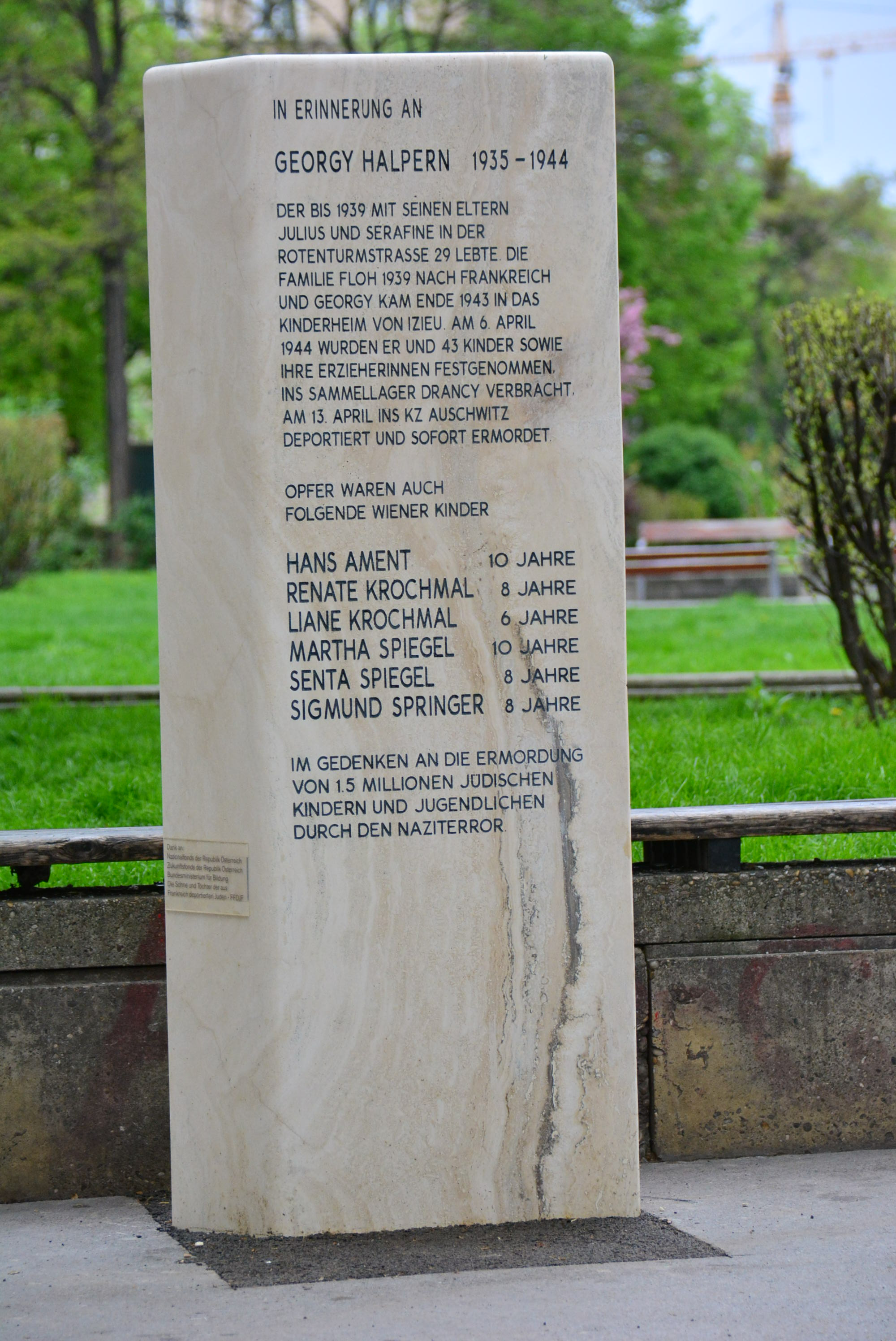
Vienna

## Pubblicazioni
- Pierre-Jerome Biscarat: Les enfants d’Izieu. 6 avril 1944. Un crime contre l’humanité. Les Patrimoines, Veurey Ceder 2003.
- Pierre-Jerome Biscarat: Dans la tourmente de la Shoah : Les enfants d'Izieu. Michel Lafon, Paris 2008.
- Serge & Beate Klarsfeld Die Kinder von Izieu: eine jüdische Tragödie Tradotto da Anna Mudry. Con contributi di Johanna Ofori Attah e Manfred Richter. Ed. Hentrich, Berlin 1991 (Reihe deutsche Vergangenheit. Nr. 51) ISBN 3-89468-001-6